# Platambus aztec
Platambus aztec är en skalbaggsart som först beskrevs av Larson in Larson, Alarie och Roughley 2000.  Platambus aztec ingår i släktet Platambus och familjen dykare. Inga underarter finns listade i Catalogue of Life.